# Радянська архітектура

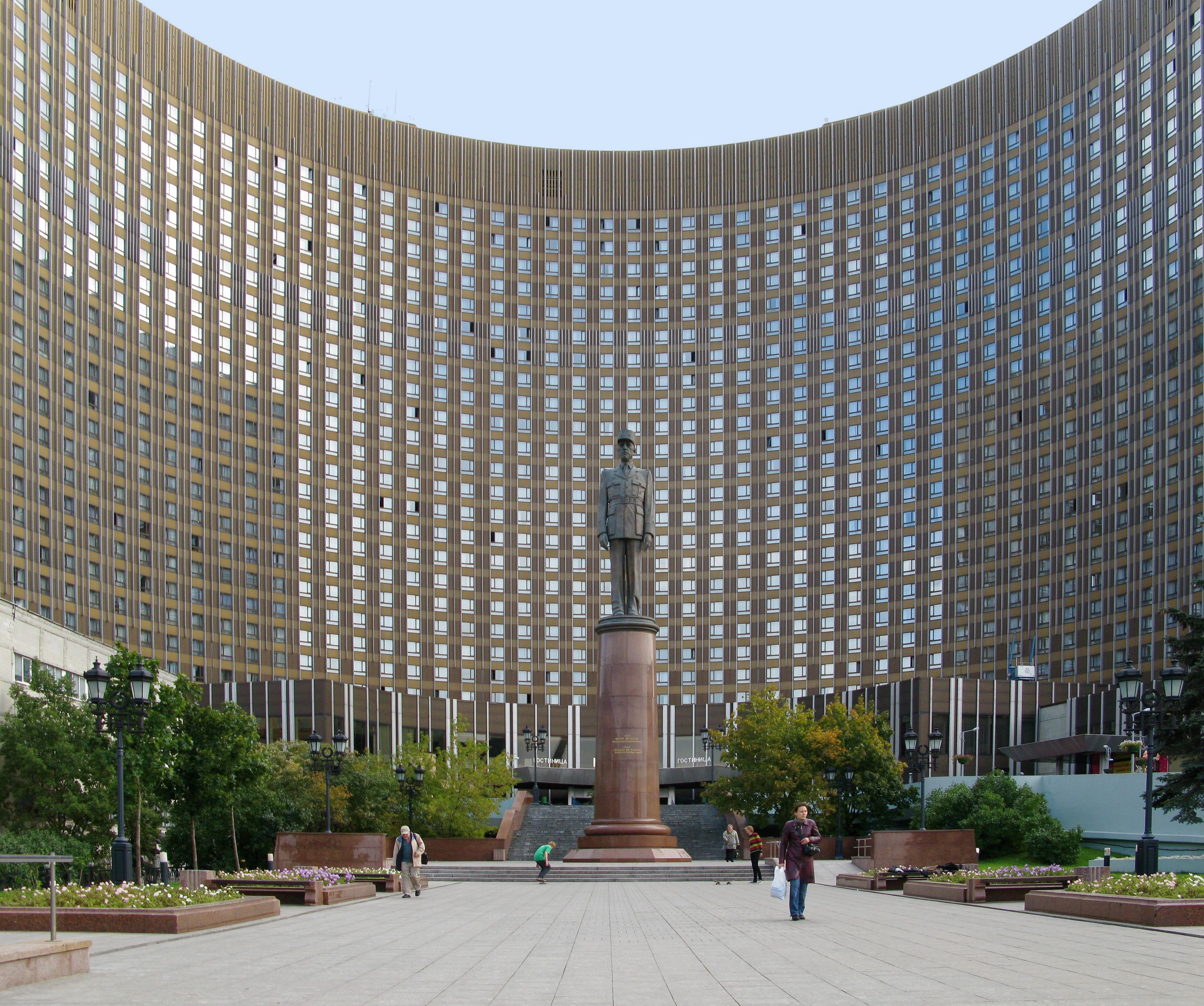
Готель «Космос» на ВДНГ у Москві

Радя́нська архітекту́ра охоплює період 1917—1991 років. За цей час в ній проявилася низка світових архітектурних стилів — конструктивізм, раціоналізм (архітектура), ар деко, що є сумішшю ампіру й еклектики, сталінська архітектура та бруталізм.

## Періодизація

### Архітектура періодуЖовтневого переворотуйГромадянської війни

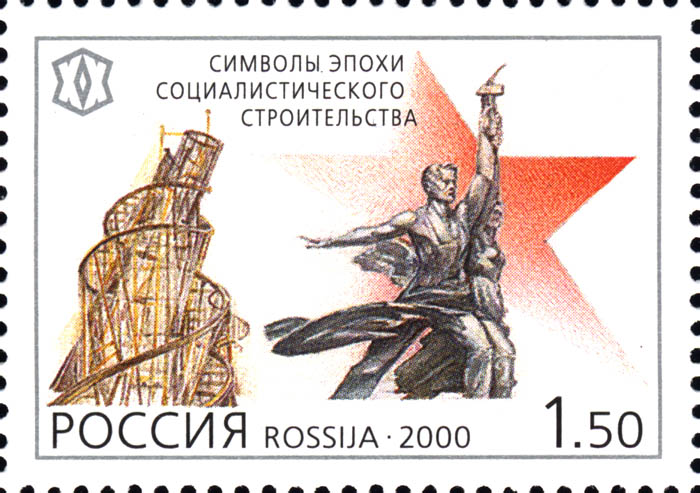
Башта Татліна й пізніша скульптура «Робочий та колгоспниця». Поштова марка Росії.

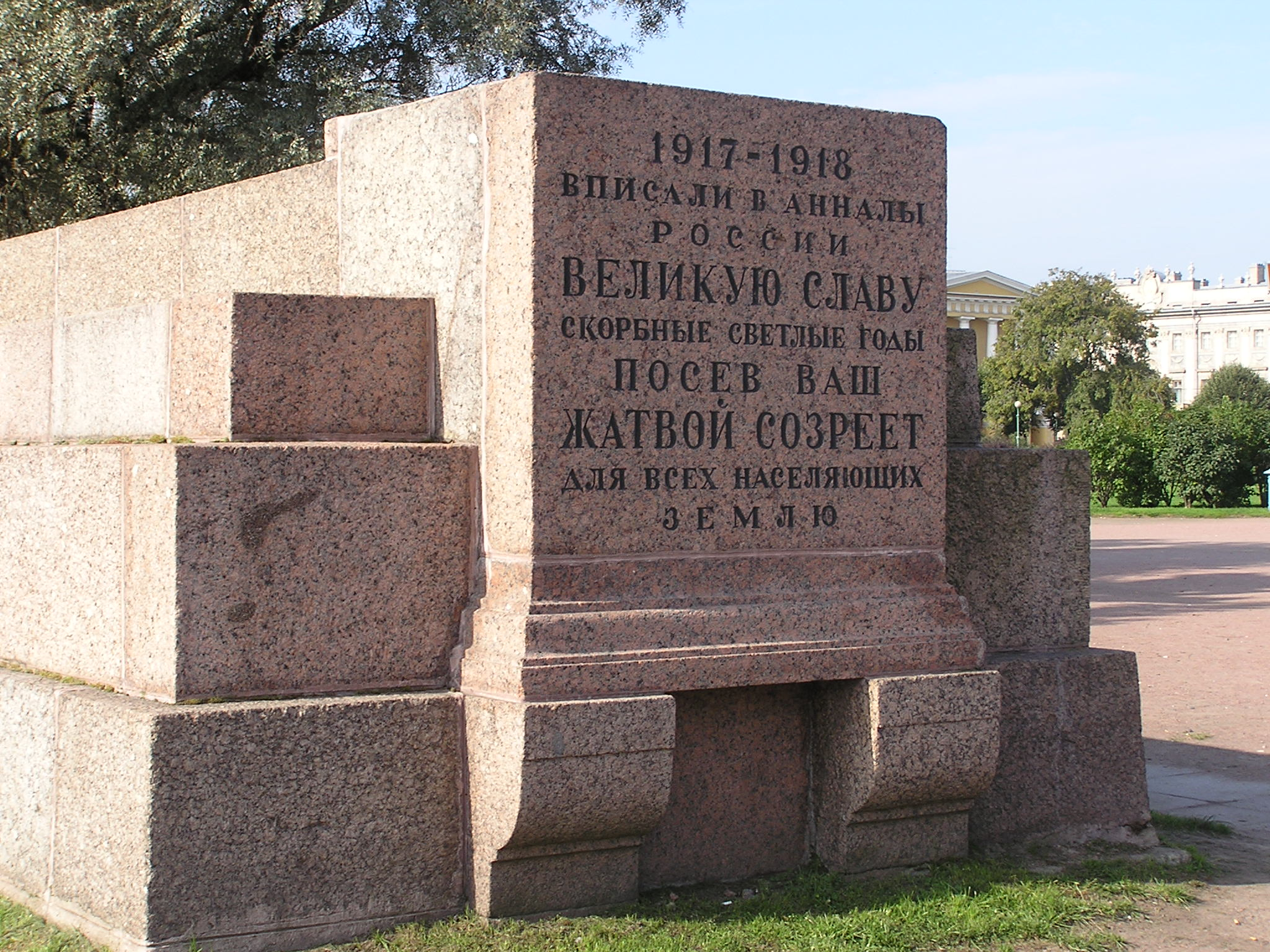
Л. В. Руднєв. Пам'ятник «Жертвам революції» на

У період перевороту й Громадянської війни більшість архітекторів залишилися без роботи та займалися «паперовою архітектурою». Деякі співпрацювали зі скульпторами, створюючи пам'ятники. Лев Руднєв спроєктував пам'ятник «Жертвам революції» на Марсовому полі (1917—1919).
Володимир Татлін у 1920 році створив свою знамениту вежу, яка стала символом нового напряму в мистецтві, виразом сміливості та рішучості творчих пошуків:305.

### Архітектура 1920-х — середини 1930-х років
У мирний час почав розроблятися й поширюватися стиль радянської архітектури. Його живили різні традиції: декілька майстрів зберігали класичну спадщину, інші займалися новаторством. Члени обох цих груп могли дотримуватися як раціоналізму, так і конструктивізму:319—321.
Головою раціоналістів був Микола Ладовський. Цей напрямок архітектури зосереджувався на проблемі художнього образу. Пошуки ґрунтувалися на широкому застосуванні новітніх будівельних матеріалів і конструкцій. Архітектори цього напрямку надавали великого значення обліку об'єктивних закономірностей композиційної побудови архітектурної форми:319. Вони вважали, що не можна забувати про об'єктивні закономірності формоутворення, а також про психофізіологічні особливості сприйняття людини:319—321.
Школа конструктивізму утворилася трохи пізніше. Архітектори-конструктивісти підкреслювали важливість обліку функціонально конструктивної основи будівництва, крім того, вони боролися проти «реставраторських» схильностей щодо колишніх архітектурних традицій, а також виступали проти «лівого формалізму», як часто називалися творчі пошуки деяких сучасників. Конструктивізм, як самостійне явище, вперше з'явився на початку 1923 року, коли брати Весніни почали роботу над проєктом Палацу праці в Москві.

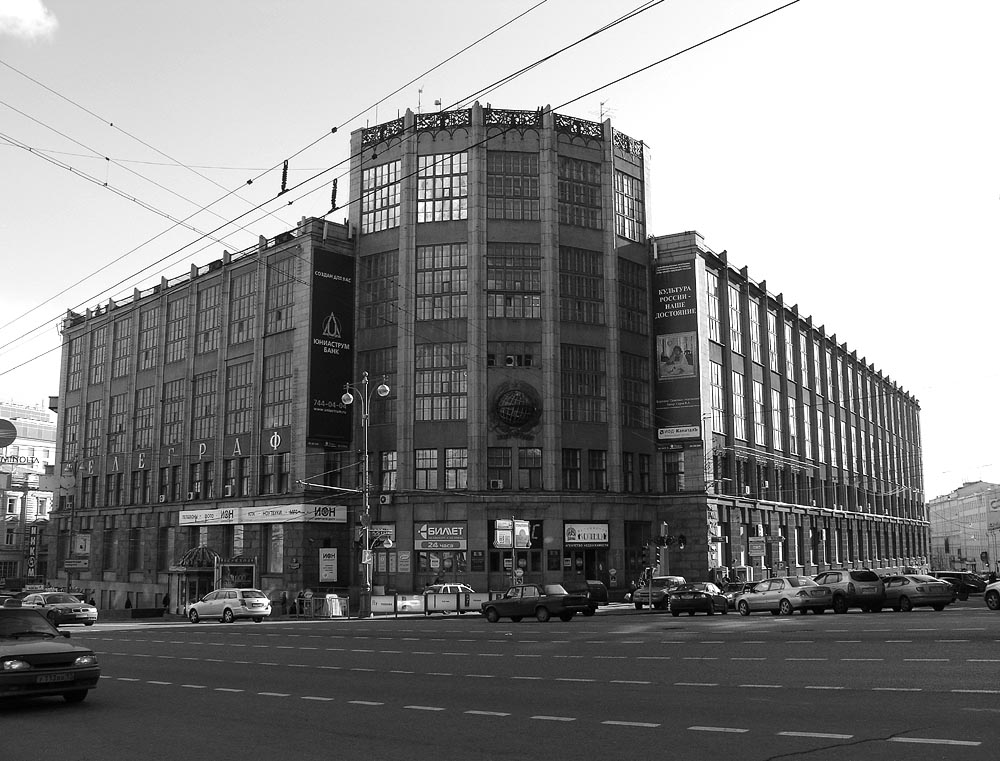

У результаті спільних зусиль раціоналістів і конструктивістів зародився й розвивався новий напрямок радянської архітектури. Роботи цього напрямку — конкурсні проєкти будівель московського відділення газети «Ленінградська правда», акціонерного товариства «Аркос» (Іван Фомін), радянського павільйону на Всесвітній виставці в Парижі (Костянтин Мельников), московського телеграфу (Іван Іванович Рерберг) та ін:319—321.

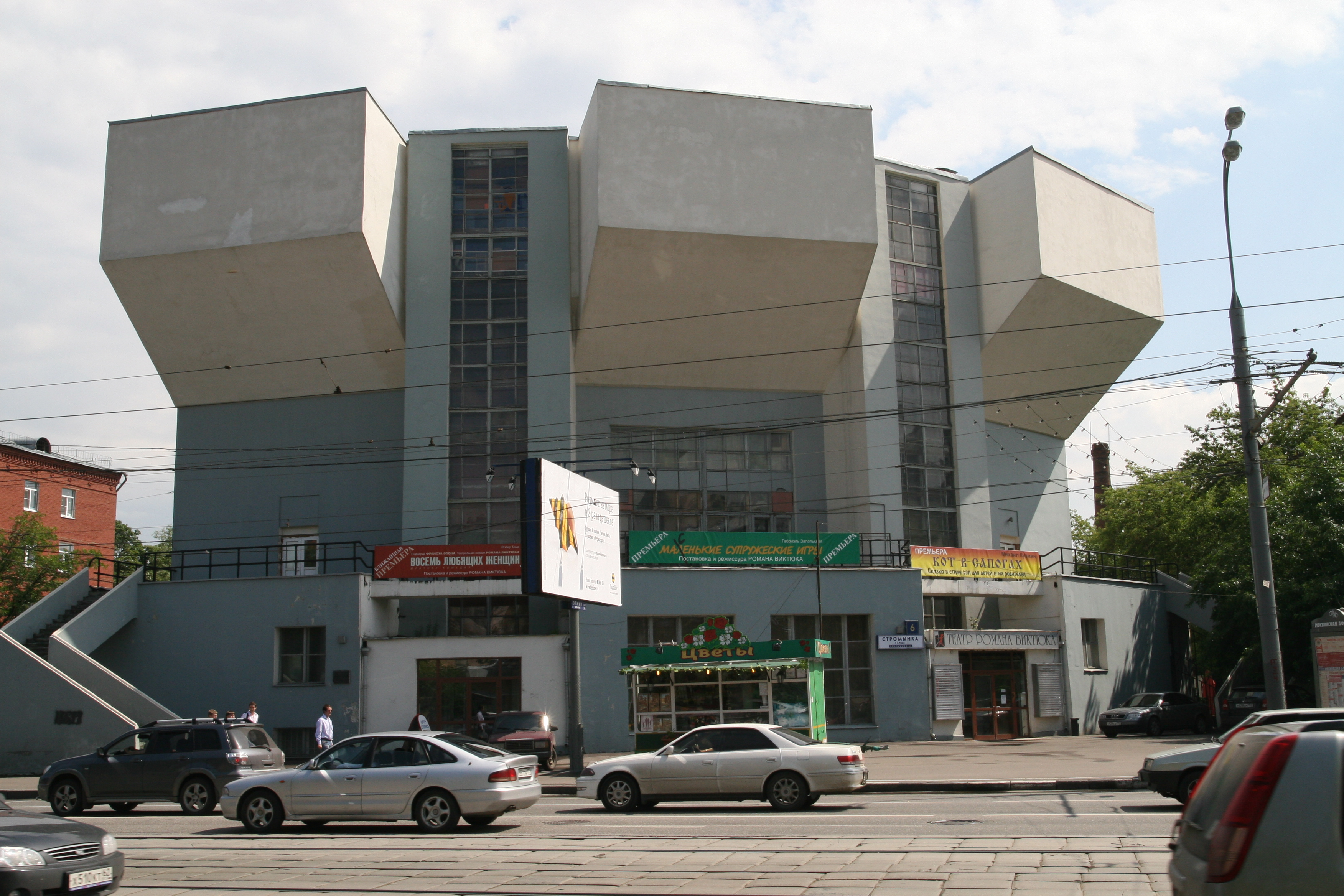
Будинок культури ім. Русакова (Москва)

Пізніше творчі пошуки в радянській архітектурі описувалися «подоланням полемічної прямолінійності теоретичних позицій і практики конструктивістів та раціоналістів»:320. Відбувалося поєднання обох напрямів. З його використанням зводилися житлові комплекси, будівництво яких припало на другу половину 1920-х років. Масове будівництво житла для робітників (3—5-поверхові секційні будинки), а також типове проєктування житла «трудящих в умовах соціалістичного суспільства» викликало різні теоретичні суперечки. Індивідуальний будинок із сіньми й російською піччю вважався таким, що відповідає завданням побудови суспільства, з іншого боку — зводилися й величезні будинки-комуни. Будувалося багато робітничих і сільських клубів, хат-читалень, народних будинків. Поступово складається новий тип суспільного будинку. Костянтин Мельников в цьому сенсі був важливим майстром. За його проєктом у Москві було побудовано п'ять клубів: імені Русакова, імені Горького, імені Фрунзе, «Каучук» і «Буревісник». Він розглядав робочі клуби як вид будівлі, який своїм виглядом повинен зображати нові форми життя та праці, тобто в ньому повинні зливатися функціональні та просторові завдання:319—321.

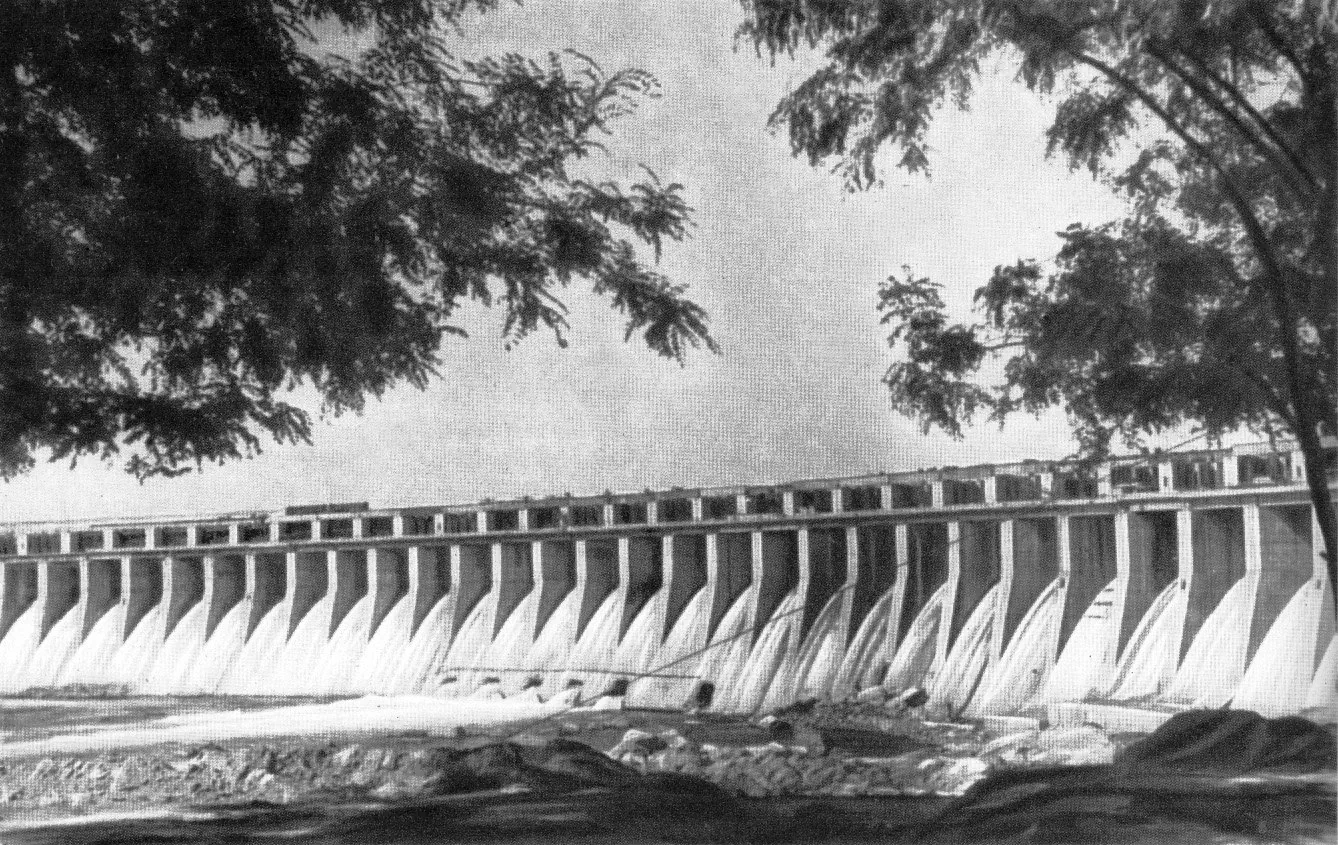
ДніпроГЕС

Палац культури московського автозаводу імені Лихачова (1930—1934) братів Весніних — прояв конструктивізму: великі, нічим не прикрашені площини, великі засклені поверхні, вільна композиція різних обсягів, динамічність композиції. Вони ж звели Дніпровську гідроелектростанцію — найкращий зразок промислового будівництва 1920-х — початку 1930-х років:319—321.

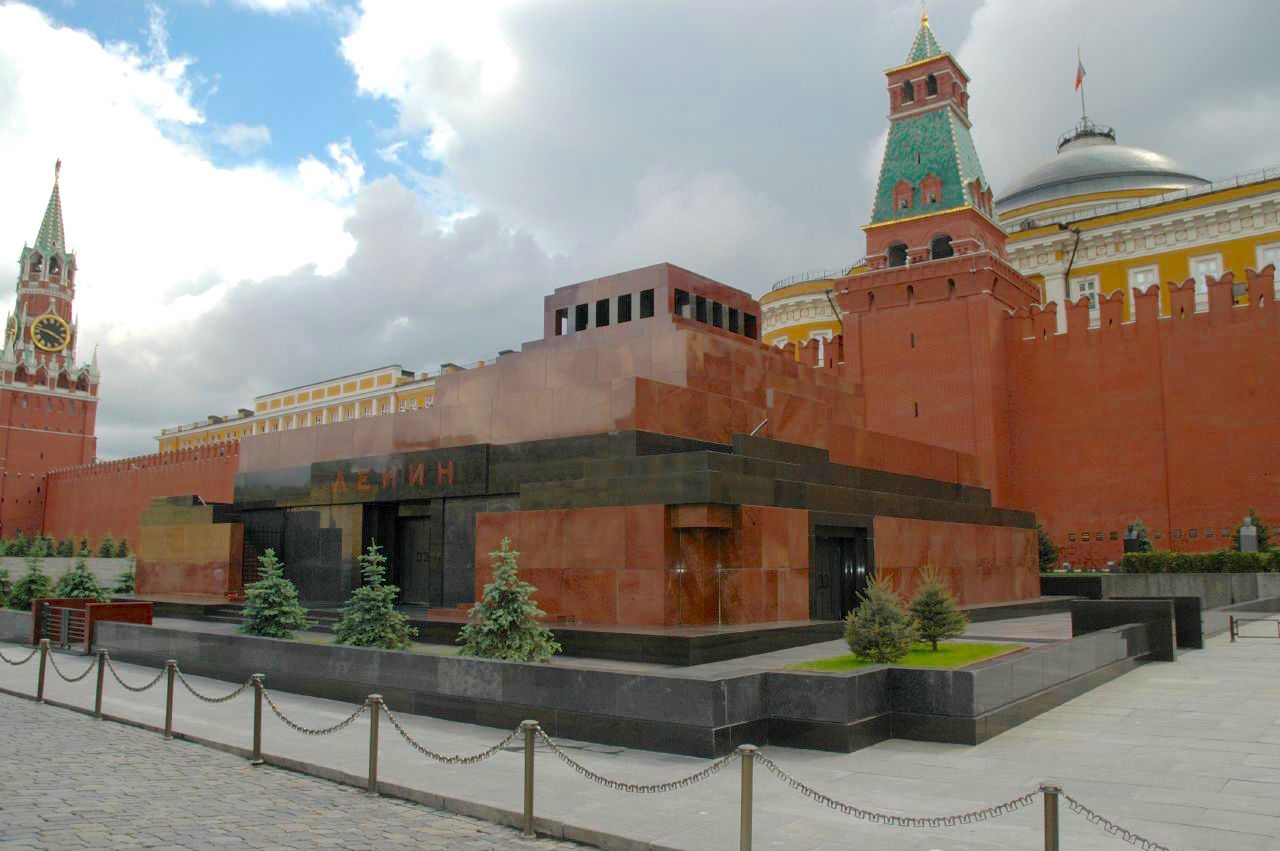
Мавзолей Леніна

Нові напрями в архітектурі 1920-х були настільки сильними, що впливали на майстрів, які до того орієнтувалися на старі традиції. Прикладом такого напряму є Мавзолей Леніна роботи Олексія Щусєва, хоча його сучасник Іван Жолтовський залишався вірним класичному стилю та пошуку нової мови:319—321.
На початку 1930-х років у радянській архітектурі занепадав авангардизм, натомість почалася зміна класичної спадщини минулого, яка призвела до виникнення архітектури «сталінського ампіру».
Конкурс на створення Палацу Рад (середина 1930-х років) був важливим моментом у розвитку творчих пошуків. Була обрана дещо осучаснена думка традиційного монумента — у варіанті Іофана з безліччю колон і гігантською статуєю:319—321.

### Архітектура 1930-х

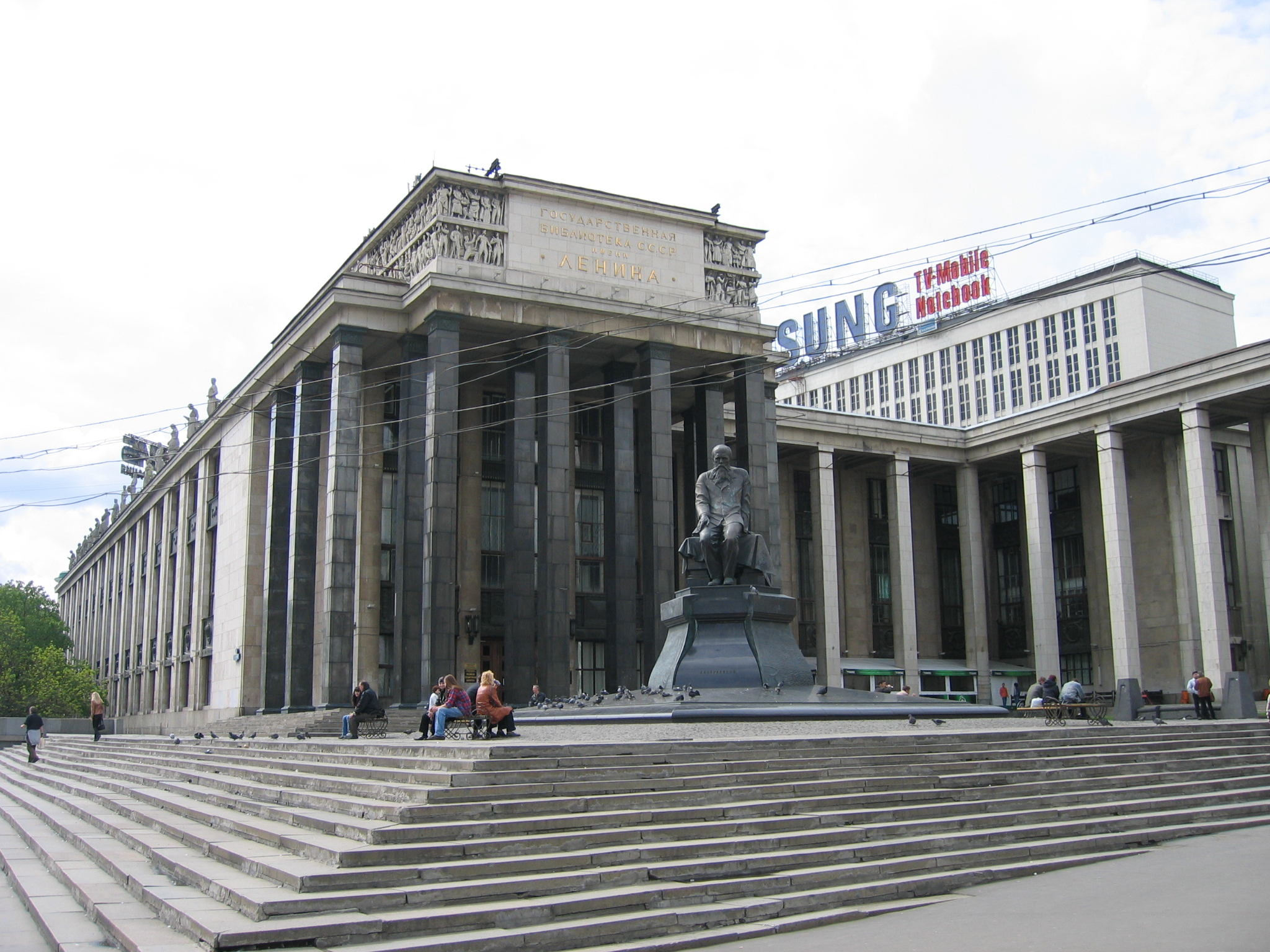
Нова будівля Бібліотеки СРСР імені Леніна

У 1930-ті тривало жваве будівництво міст і селищ, багато старих міст потребували перебудови. Нові завдання часу — споруди для сільськогосподарської виставки в Москві з павільйонами для кожної республіки, канал імені Москви, московський метрополітен. Завдання звичайного житлового будівництва поєднувалися з необхідністю зведення великих архітектурних комплексів виставкового характеру або транспортних споруд, розрахованих на величезну кількість пасажирів.

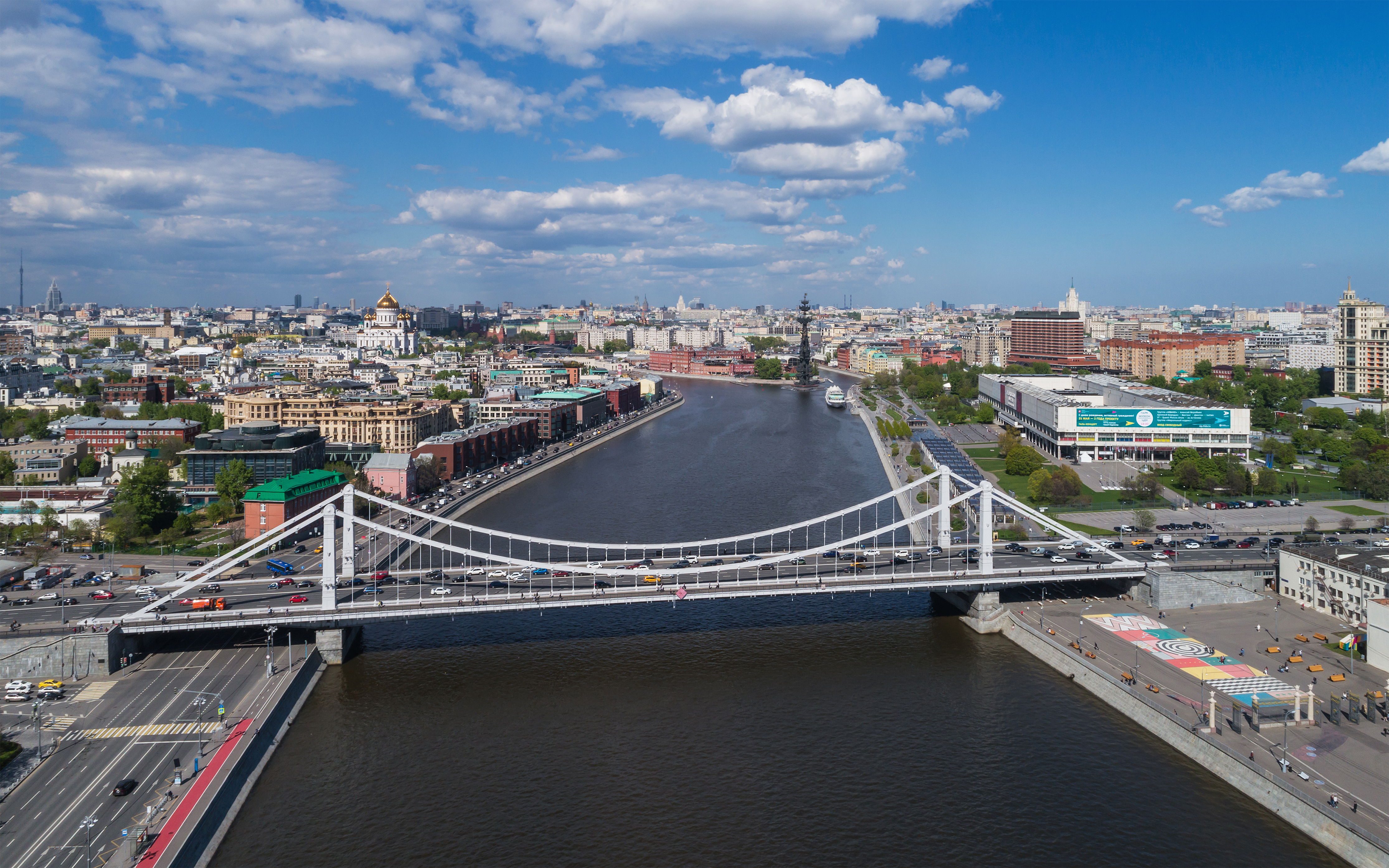
Кримський міст

Стильові тенденції розташовувалися між двома крайніми течіями — конструктивізмом і традиціоналізмом. Вплив конструктивізму ще був відчутним, до того ж завершувалися будівництва, початі в цьому стилі в 1920-ті роки: Державна бібліотека СРСР ім. Леніна (1928—40, архітектори Володимир Щуко, Володимир Гельфрайх), театр в Ростові-на-Дону (1930—35, ті ж архітектори; знищений під час Другої світової війни, пізніше відновлений), будівля комбінату газети «Правда» (1931—1935 Пантелеймон Голосов), ансамбль площі Дзержинського в Харкові з будівлею Держпрому (Сергій Серафимов і Самуїл Кравець). Цю справу продовжували деякі архітектори 1930-х років: Аркадій Лангман побудував Будинок СТО (1933—36; сучасна Будівля Державної Думи в Охотному ряду). Лев Руднєв і Володимир Мунц звели будівлю академії ім. Фрунзе — суворе у формах, розчленоване й величне. Дуже вдалий створений у 1936—38 рр. групою архітекторів Кримський міст.

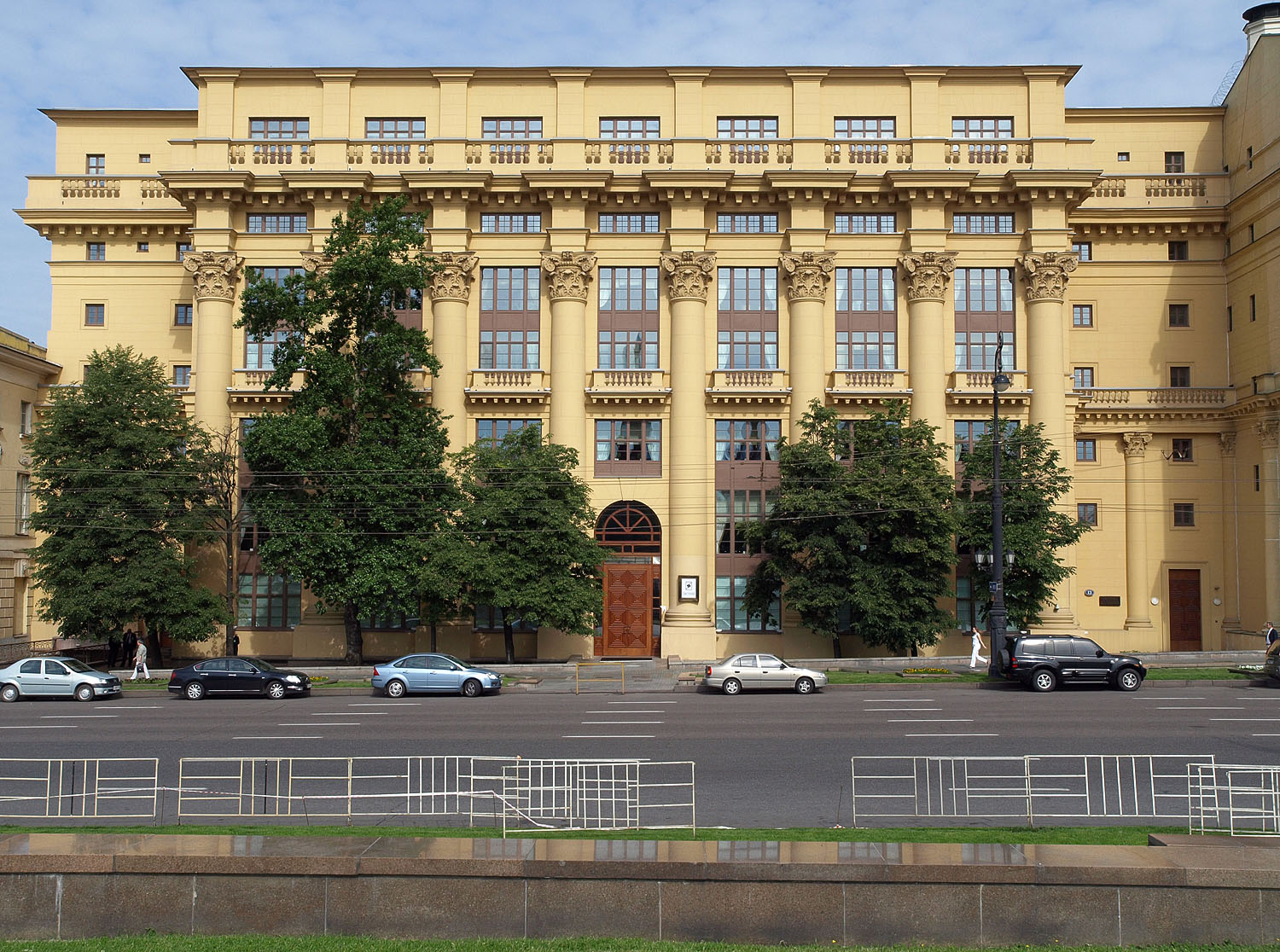

Жолтовський же в ці роки очолює традиціоналістичний напрямок, спираючись на свій дореволюційний досвід архітектора-неокласика. У 1934 р. він будує житловий дім на Моховій, докладаючи до сучасної за плануванням і конструкцією будівлі великий ордер, який не має конструктивного значення. Узагалі, в 1930-ті роки колонада стає улюбленим засобом прикрашання, хоча вона часом шкодила внутрішній конструкції та зручності.
Відчувається прагнення до відродження старих стильових особливостей. Це помітно й у національних школах, зокрема — це проявилося під час будівництва павільйонів майбутнього ВДНГ. Архітектори намагалися поєднати старе з новим. Така, наприклад, будівля будинку уряду Грузинської РСР в Тбілісі (1933—38, архітекторами якої були Ілля Лежава й Віктор Дмитрович Кокорін): тут аркада нижнього поверху, що схожа на архітектури старого Тифлісу, з'єднана з простою композицією будівлі. Олександр Таманян створив ансамбль центру Єревану, додаючи до традиційних рис елементи класицизму. Завдяки використанню рожевого туфу будівлі органічно вписуються в навколишній пейзаж.

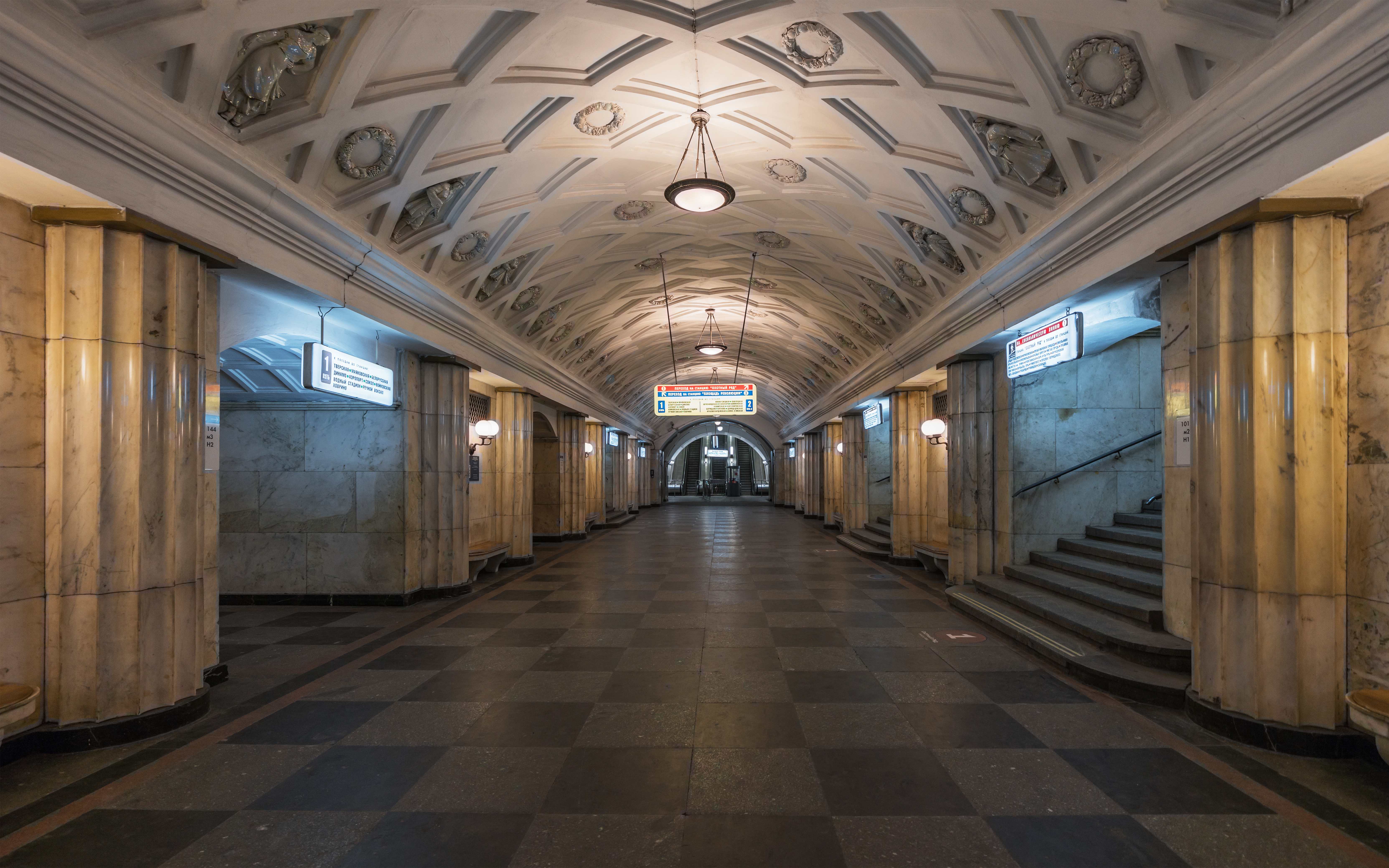
Театральна

Московський метрополітен також створювався майстрами, які були прихильниками цих двох течій. Іван Фомін проєктував Червоні Ворота (1935) й Театральну (1938, колишня «Площа Свердлова»), орієнтуючись на класику, сувору і чітку. Олексій Душкін створює Кропоткінську (1935, колишній «Палац Рад») і Маяковського (1938), прагнучи до полегшення конструкцій, легкості й раціональності. Він використовує для цього сучасний архітектурний стиль і нові матеріали.
Радянська архітектура зазнала впливу основного світового стилю тих років — ар деко:
- Кремлівська АЗС на Волхонці (1930-ті) — єдиний реалізовний елемент Палацу Рад і одна зі збережених будівель радянського ар деко[2].

Наприкінці десятиліття над класичними течіями перемагають конструктивні. Архітектура набуває парадної пишності. Починається епоха сталінського ампіру. Ті ж течії проявилися й в інших видах мистецтва, особливо, в прикладній і декоративній творчості:334

### Під часНімецько-радянської війни
У цей період будували мало, але проєкти житла та містобудування продовжували розробляти. У 1943 році для підвищення якості архітектури та будівництва під час відновлення зруйнованих міст і населених пунктів СРСР був організований Комітет у справах архітектури. Він мав би відновити 70 тис. населених пунктів, від міст до сіл, зруйнованих під час війни. У 1943—1944 рр. почалися роботи з відновлення. Головними цілями відбудови спочатку були Сталінград, Воронеж, Новгород, Київ, Смоленськ, Калінін. Почалося відновлення Дніпрогесу. Створювалися генеральні плани міст і республік СРСР.
Відбувається проєктування й створення пам'ятників героям і жертвам війни. Навесні 1942 року проходить один із перших конкурсів, потім — в 1943 році. У Третьяковській галереї проходить виставка архітектурних робіт «Героїчний фронт і тил»:346.

### Архітектура 1945—1960 років

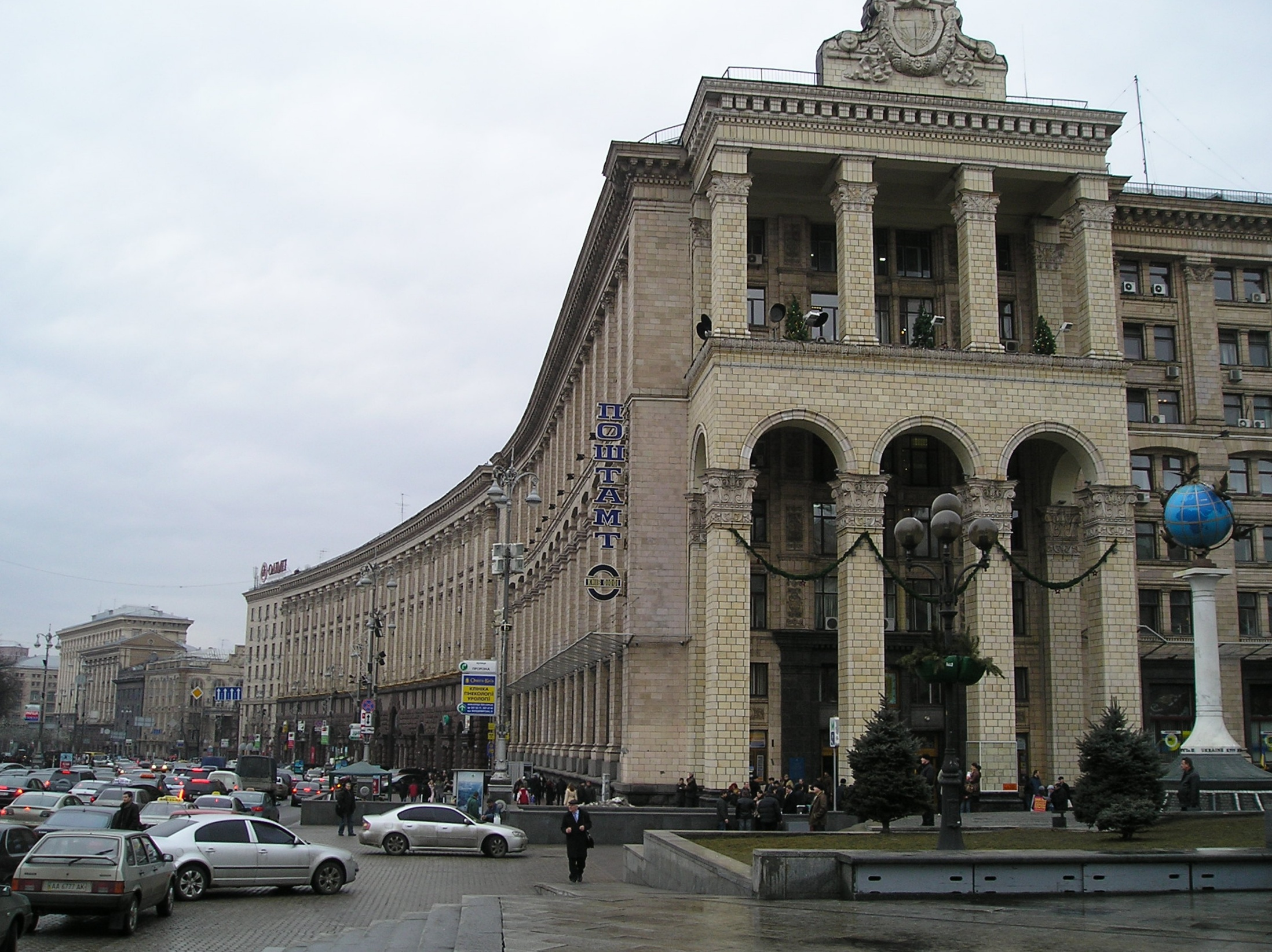
Хрещатик

Після війни почалася жвава робота архітекторів. Вони займалися відновленням зруйнованих будівель, при цьому ж створювали нові. Відновлюючи міста, архітектори намагалися виправляти їхні старі недоліки. Таким чином був перебудований Хрещатик — центральна вулиця Києва, повністю зруйнована в роки війни. Відновленням української столиці займалися не тільки місцеві, а й московські та ленінградські архітектори. У 1949 році був запропонований проєкт відновлення магістралі Хрещатика, який змінив його планування, хоча й віддав «пошану поверхневому декоративізму» (Олександр Власов, Анатолій Добровольський, Віктор Єлізаров, Андреян Захаров, Олександр Малиновський, Борис Приймак).

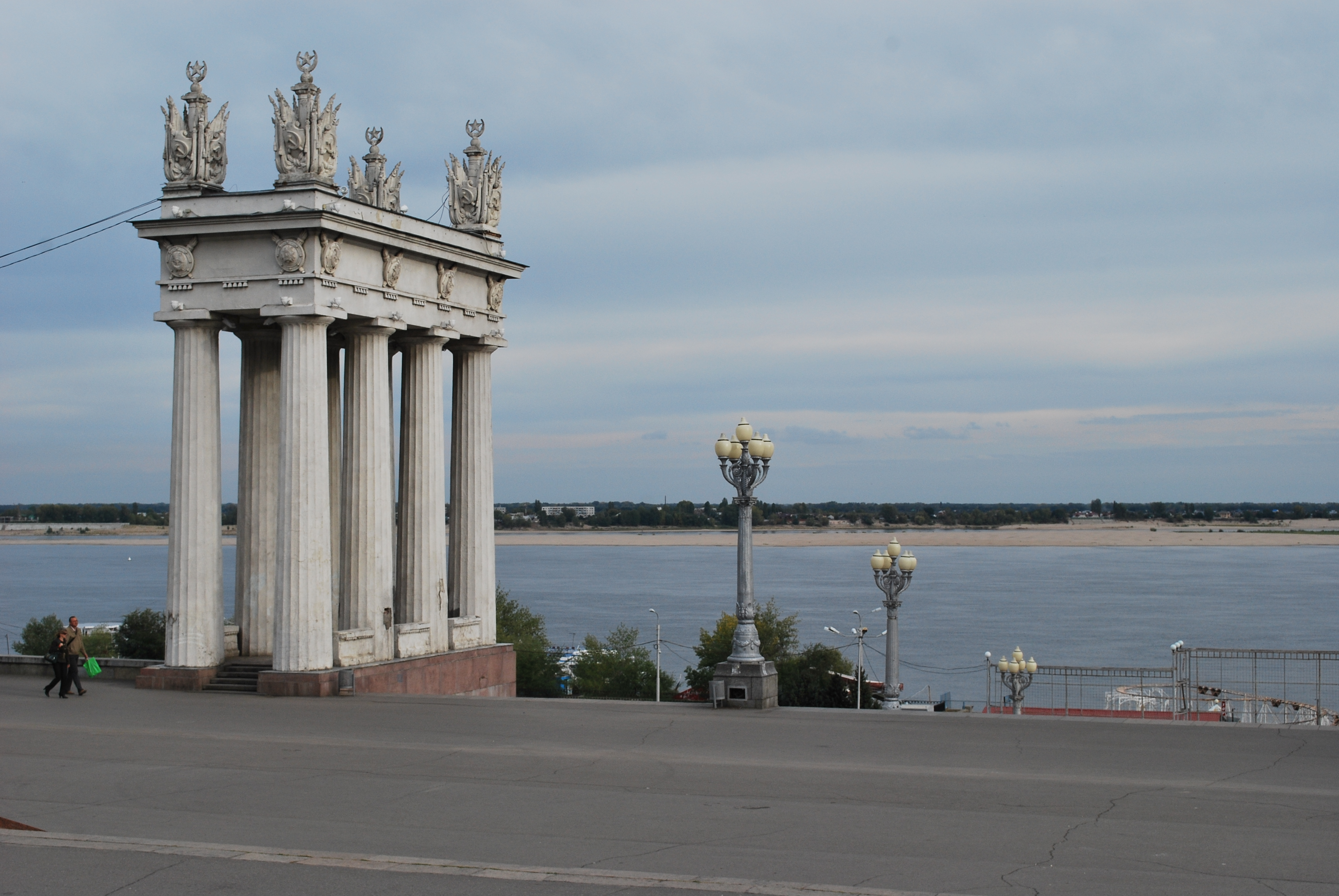
Пропілеї на центральній набережній Волгограда.

Надали величезну увагу новому плану Сталінграду (Волгограду). Цілісна архітектурно-естетична ідея була запропонована радянськими архітекторами Алабяном і Симбірцевим. У план міста був введений центральний ансамбль — площа Полеглих борців, алея Героїв, пропілеї з гігантськими сходами до Волги. У певну систему об'єднали промислові райони. «У нових рисах відродженого міста-героя висловився сенс народного подвигу»:357.
Зруйнованому майже вщент Мінську також потрібно було оновити центр міста в районі площі Леніна й Ленінського проспекту (сучасні площа і проспект Незалежності). Головну вулицю спланували за принципом проспекту з рівновисотними будинками (архітектори Михайло Парусников, Михайло Барщ, Михайло Осмоловський, Володимир Король, Геннадій Баданов). Стару й нову частину міста об'єднали круглою площею з обеліском на пам'ять героїв німецько-радянської війни. Новгород відновлювала бригада архітекторів під керівництвом Щусєва. Головна риса плану відновлення міста — злиття нової забудови з давньоруськими шедеврами.

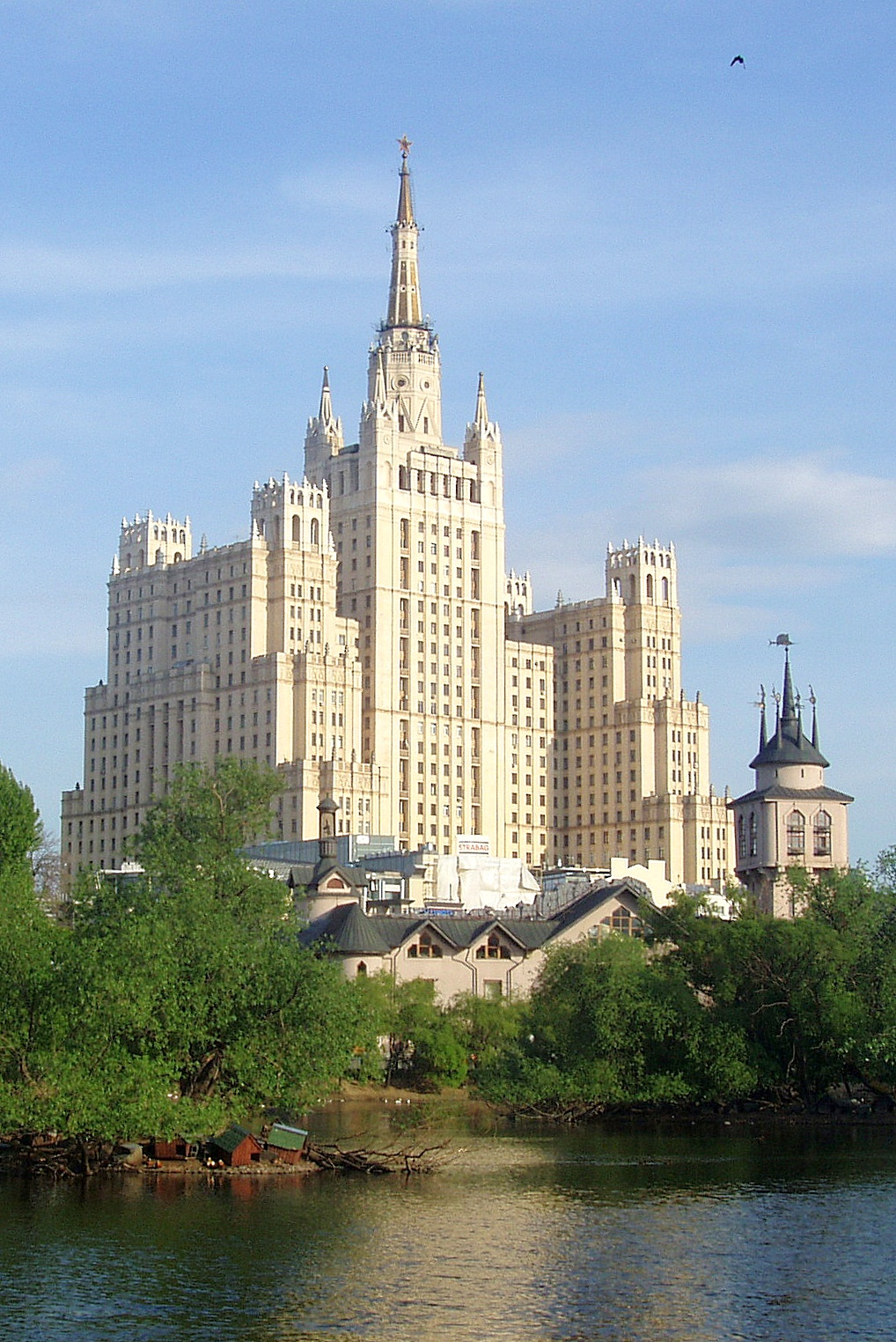
Житловий будинок на Кудрінській площі

Як писали радянські критики 1970-х років: «у складному процесі створення архітектури відновлення міст, в цілому позитивному, з'являлася небезпека деякої манії грандіозності, "прийняла естафету" від рис гігантоманії, властивої ряду творів довоєнної архітектури. Отримала розвиток і тенденцію до зайвого декоративізму, кваліфікованому пізніше як прикрашання». Такими гігантами виявилися московські висотки, найвдалішою з яких вважали будівлю МДУ (1949—1953 рр., Архітектори Борис Іофан (усунитий із посади головного архітектора), Лев Руднєв, Сергій Чернишов, Павло Абросимов, Олександр Хряков, Всеволод Насонов. Скульптурне оформлення фасадів — роботи майстерні Мухіної).
Однією з головних проблем було відновлення звичайного житла після війни. У ці роки починається розгортання масового житлового будівництва. Однак спочатку будівництво розвивається як малоповерхове через відсутність необхідної виробничо-технічної бази. Починаються експерименти з поквартальною забудовою Москви (район Піщаних вулиць, архітектори Зіновій Розенфельд, Володимир Сергєєв). Пізніше таке будівництво проводилося в інших містах. Багатоповерхове будівництво почалося в Челябінську, Пермі, Куйбишеві. Починають з'являтися квартали, які забудовуються будинками з великих бетонних блоків, впроваджуються індустріальні методи будівництва, які є порівняно дешевими. Однак поглиблювалися й негативні нахили: оздоблення фасаду з незавершеністю дворів і внутрішньоквартальних просторів. Наступна епоха активно засуджувала «фасадний» принцип стилю — застосування колонад, ліпнини, прикрашання. Край цьому розкішному стилю поклала постанова ЦК КПРС і Ради Міністрів СРСР «Про усунення надмірностей у проєктуванні й будівництві» (4 листопада 1955). На заміну сталінському ампіру після смерті вождя прийшла функціональна типова радянська архітектура, яка з тими чи іншими змінами проіснувала до розпаду СРСР.

### Архітектура 1960—1980-х років
Індустріалізація насамперед включала житлове будівництво: було необхідно розв'язати питання про тип масової квартири та житлового будинку. Почалася забудова районів великими масивами:373—377.

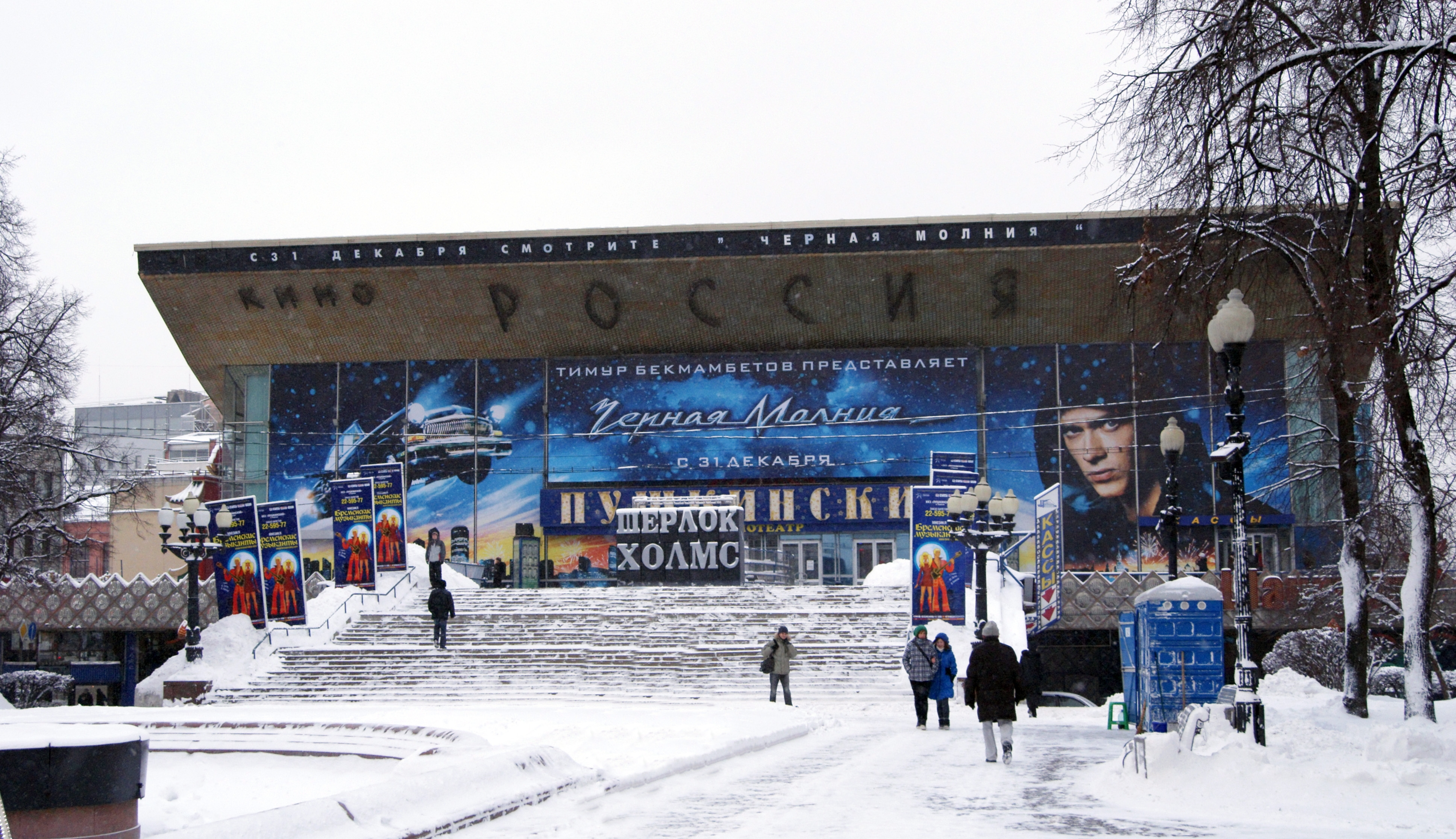
Кінотеатр «Пушкінський» (Москва)

За таким новим принципом побудовані райони Хімки-Ховріно (архітектор Каро Алабян) і квартали південного заходу Москви (архітектори Яків Білопільський, Євген Стамо та інші), район «Дачне» в Ленінграді (архітектори Валентин Каменський, Олександр Жук, Олександр Мачерет, Г. Н. Миколаїв), мікрорайони та квартали в Мінську, Києві, Вільнюсі, Владивостоці, Ашгабаті й ін:373—377.
За типової індустріальної забудови зростає роль великих громадських споруд із власним виглядом, які роблять райони своєрідними. Виявити й сформувати принципи радянської архітектури допомогли конкурси на нові проєкти Палацу Рад (1958 і 1959 роки). Хоча проєкти не були втілені в життя, в конкурсі брали участь найкращі архітектори:373—377.
Тоді був побудований готель «Юність» (Москва, 1961, архітектори Юрій Арндт, Т. Ф. Баушева, В. К. Буровін, Т. В. Володимирова; інженери Ніна Диховічна, Б. М. Зархі, І. Ю. Міщенко). Він зроблений із великих панелей, які також застосовувалися в житловому будівництві. Вигляд будівлі простий, форми геометрично чіткі. До того ж року відноситься кінотеатр «Росія» («Пушкінський») з його висунутим козирком. Державний Кремлівський палац (1959—1961) — приклад найкращих громадських споруд цього часу (архітектор Михайло Посохін). У ньому вирішена проблема поєднання сучасної споруди з історичними архітектурними ансамблями. Палац піонерів в Москві (1959—1963) є поєднанням декількох будівель різної висоти, об'єднаних між собою просторовою композицією. Елементи розташовані вільно, з різноманітними формами декоративних прикрас:373—377.

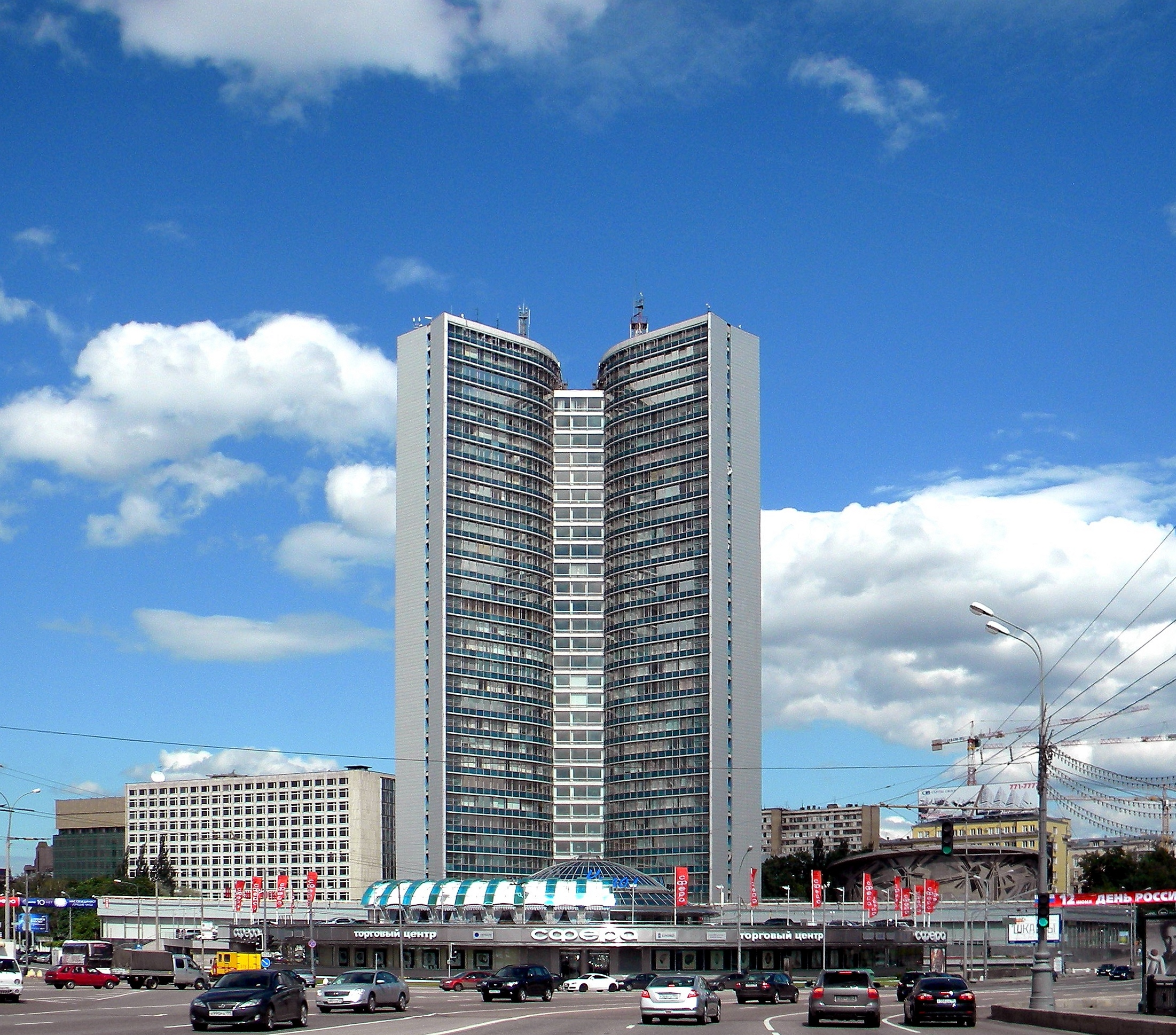
Будівля СЕВ

У 1960—1970-х роках розвивався новий стиль архітектури — простий, дешевий, на основі нової індустрії, який виражав можливості сучасної техніки. Важливі об'єкти цього періоду — Проспект Калініна (1964—69, архітектор Михайло Посохін). Він же з А. А. Мндоянцем, В. А. Свірським і інженерами В. І. Кузьміним, Ю. Рацкевичем та іншими побудував тригранну Будівлю РЕВ (1963—1970), яка вважалася «однією з найвиразніших архітектурних споруд того часу». Останкінська телевежа (1967) доводить зростання технічних можливостей в цю добу. За типовими проєктами почали будуватися станції метрополітену, які розрізняються завдяки різним обробним матеріалам:373—377.
До Олімпіади-80 в Москві було побудовано велику кількість мінімалістичних будівель (див. Олімпійські споруди Москви).
Національна архітектура союзних республік розвивається за тими ж принципами, але наголошує на своєрідності, завдяки зміні певних окремих архітектурних деталей, декоративних властивостей матеріалу та іншому. Палац мистецтв в Ташкенті (1965, архітектори Ю. Халдеєв, В. Березін, С. Сутягін, Д. Шуваєв) поєднує прості архітектурні форми та барвистий фресковий живопис. Форма будівлі неповторна — вона нагадує горизонтальну канелюровану колонну. У фасаді Управління Каракумбуду в Ашгабаті (1967, архітектори А. Ахмедов, Ф. Алієв, скульптори В. Лемпорт, М. Сіліс) вплетений національний орнамент і умовні скульптурні зображення. Це поєднання включає архітектуру й національні традиції.:373—377.
Стиль радянської архітектури цього часу еволюціонує. Він відходить від раціоналізму, долає сухість, притаманну ранньому етапу й висуває нову проблему — відповідність органічним формам. Приклад розв'язання цих питань — Палац художніх виставок у Вільнюсі (1967, архітектор В. Чеканаускас), Павільйон СРСР на Міжнародній виставці в Осаці (1967—68, архітектори М. В. Посохін, В. А. Свірський). З'являється потяг до кривих ліній, перетікання форм, за збереження суворості й доцільності архітектурних споруд.:373—377.

## Об'єднання
- Об'єднання сучасних архітекторів
- Союз архітекторів СРСР
- Держбуд СРСР[ru]

## Видання
- Архітектура СРСР (журнал)
- Архітектура міст СРСР[ru]